# Castell de Sautó
El Castell de Sautó era una antiga fortificació medieval, actualment quasi del tot desapareguda, del poble nord-català de Sautó, a la comarca del Conflent.
Era damunt d'una roca que s'alça al bell mig del poble de Sautó, on ara hi ha l'església de Sant Maurici de Sautó, que conserva restes de l'antic castell.
El Castell de Sautó pertanyia als comtes de Cerdanya, que des del segle xi havien infeudat a una família que prengué el cognom de Sautó: el 1064 Bertran de Sautó jurava fidelitat a Ramon Guifré de Cerdanya, i el 1162 Bernat Bertran de Sautó, descendent seu, la jurava a Alfons I el Cast.
Les restes del castell estan incorporades als murs de l'església. Es tracta del mateix campanar, la part inferior del qual té més aspecte de torre de defensa que de campanar d'església. Al costat seu es conserva un breu fragment de la muralla del castell.